# Syrbula montezuma
Syrbula montezuma es una especie de saltamontes de la subfamilia Gomphocerinae, familia Acrididae. Esta especie se distribuye en Norteamérica (México y el sur de Estados Unidos) y Centroamérica.